# Jacob Willem Gustaaf Boreel van Hogelanden
Jhr. Jacob Willem Gustaaf Boreel, heer van Hogelanden, 10e baronet (Velsen, 10 september 1852 – Bloemendaal, 16 juli 1937) was een Nederlands burgemeester en politicus voor de Liberale Unie.

## Levensloop
Jacob Boreel van Hogelanden werd geboren als een zoon van jhr. mr. Willem Boreel van Hogelanden (1800-1883) en jkvr. Margaretha Jacoba Maria Paulina Boreel (1813-1892), dame du palais van koningin Sophie en koningin Emma.
Boreel studeerde Romeins en hedendaags recht aan de Universiteit Leiden, waar hij in 1877 promoveerde. Hij begon zijn carrière als attaché gezantschap te Londen voor korte tijd. Daarna was hij van 15 november 1877 tot 1 juni 1888 burgemeester van Castricum. Van 1 juli 1884 tot 1 juni 1888 was hij tevens werkzaam als burgemeester van Heemskerk.
Van 1 mei 1888 tot 1 juni 1893 was hij lid van de Tweede Kamer der Staten-Generaal. Van 1 april 1893 tot 14 juli 1912 was hij burgemeester van Haarlem en van 30 mei 1893 tot 1 juli 1919 was Boreel van Hogelanden lid van de Provinciale Staten van Noord-Holland. Daarna functioneerde hij als lid van de Gedeputeerde Staten van Noord-Holland.
In de jaren 1902, 1903 en 1904 was hij tevens voorzitter van de Koninklijke Nederlandsche Automobiel Club.

### Familie
Boreel huwde twee keer. Eerst trouwde hij in 1878 in ’s-Gravenhage met Maria Cornelia barones Schimmelpenninck van der Oye (1857-1891); uit dit huwelijk werden vijf kinderen geboren. Een dochter, Jkvr. Cornelia Maria Boreel (1874-1957), diende als grootmeesteres van koningin Wilhelmina en later koningin Juliana.
In 1892 vestigde hij zich op Landgoed Waterland. De tweede keer trouwde hij in 1898 in Nijkerk met jkvr. Cornelia Maria van Weede (1855-1927). Jacob was een zwager van Willem van Goltstein van Oldenaller.

## Ridderorden
- Ridder in de Orde van de Nederlandse Leeuw, 1903
- Commandeur in de Orde van Oranje-Nassau, 1910

- Biografisch Portaal: 54713393
- Nederlandse Thesaurus van Auteursnamen: 069947619
- Parlement.com: vg09lkyhygzp
- Virtual International Authority File: 291151768
- WorldCat: E39PBJx8JbXd76TV7xXqq9PbBP